# Sztab Generalny Wojska Polskiego
Sztab Generalny Wojska Polskiego (SG WP) – utworzone w 1918 r. najwyższe dowództwo Sił Zbrojnych Rzeczypospolitej Polskiej w czasie pokoju, które wchodzi pod względem organizacyjnym w skład Ministerstwa Obrony Narodowej i przy pomocy którego wykonuje swoje zadania Szef Sztabu Generalnego Wojska Polskiego.
Siedziba SG WP znajduje się w Warszawie przy ul. Rakowieckiej 4a.

## Geneza
Zalążkiem Sztabu Generalnego WP był Inspektorat Wyszkolenia Polskiej Siły Zbrojnej istniejący w okresie od 23 kwietnia 1917 do 29 października 1918. Inspektorat został utworzony rozkazem Naczelnego Wodza Wojsk Polskich generała piechoty Hansa von Beselera, a rozwiązany rozkazem Szefa Sztabu Wojsk Polskich generała porucznika Tadeusza Rozwadowskiego, dzień po utworzeniu tegoż Sztabu. Szefem Inspektoratu był do 19 października 1918 generał piechoty Felix von Barth, a od tego dnia pułkownik Henryk Minkiewicz.

## Historia
25 października 1918, w Warszawie, Rada Regencyjna Królestwa Polskiego ustanowiła urząd Szefa Sztabu Wojsk Polskich, który 28 października objął generał porucznik Tadeusz Rozwadowski. Na pamiątkę tego aktu Rady Regencyjnej dzień 25 października obchodzony jest jako święto instytucji polskiego Sztabu Generalnego. 
22 grudnia 1928 minister spraw wojskowych marszałek Polski Józef Piłsudski zniósł dotychczasową nazwę „Sztab Generalny” i wprowadził na jej miejsce nazwę „Sztab Główny”. Zmiana nazwy oznaczała powrót do tradycji Sztabu Głównego istniejącego w armii Księstwa Warszawskiego i Królestwa Kongresowego. 1 września 1939 przeszedł na organizację czasu wojennego i został przeformowany na Sztab Naczelnego Wodza. Pod tą samą nazwą funkcjonował w Polskich Siłach Zbrojnych, we Francji, a od 1940 r. w Wielkiej Brytanii.
Wiosną 1939 roku oddano do użytku budynek Sztabu Głównego przy ul. Rakowieckiej, zaprojektowany przez Barbarę i Stanisława Brukalskich.
8 sierpnia 1944 w Lublinie przystąpiono do organizacji Sztabu Głównego WP, w ramach Naczelnego Dowództwa Wojska Polskiego. 10 lipca 1945 przeformowany na etat pokojowy i przemianowany na Sztab Generalny WP.

## Zadania
Od 1990 r. Sztab Generalny realizuje podstawowe cele interoperacyjności oraz kompatybilności ze strukturami NATO. Szczególną uwagę zwraca się na problemy wspólnego działania zgłoszonych do Sojuszu Sztabów i wojsk, jak również standaryzację i unifikację wyposażenia technicznego. Zasadnicze przedsięwzięcia SG WP wynikały przede wszystkim z treści wypracowanych założeń modernizacyjnych.

## Struktura organizacyjna SG WP
Kierownictwo
- Szef SG WP – gen. Wiesław Kukuła[7][8]

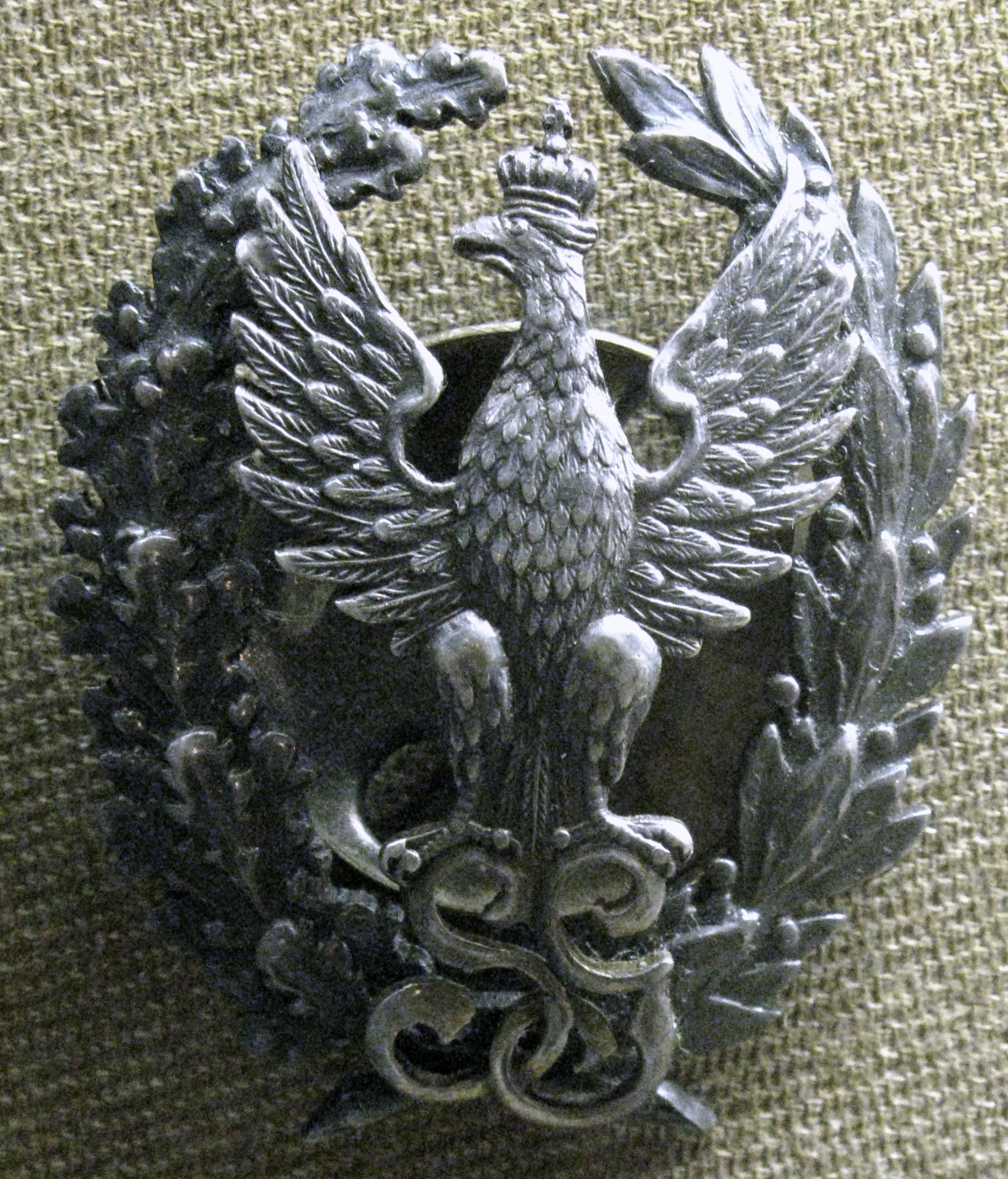
Znak dyplomowanych oficerów Sztabu Generalnego II Rzeczypospolitej

- I zastępca szefa – gen. broni Karol Dymanowski[9]
- zastępca szefa – gen. broni Stanisław Czosnek[10]
- zastępca szefa – gen. dyw. Krzysztof Zielski[11]
- asystent Szefa SG WP – gen. bryg. pil. Sławomir Mąkosa
- radca generalny Szefa SG WP – gen. bryg. Arkadiusz Mikołajczyk[12]
- radca generalny Szefa SG WP – gen. bryg. pil. dr inż. Łukasz Andrzejewski-Popow
- szef Sekretariatu Szefa SG WP – płk Arkadiusz Rubajczyk
- szef Zespołu Prasowego, rzecznik SG WP – płk Joanna Klejszmit
- zastępca Szefa Centrum Koordynacyjnego – płk Andrzej Osiecki
- starszy podoficer SG WP – st. chor. szt. Piotr Smuga

Zarząd Organizacji i Zasobów Osobowych – P1
- szef – płk Bogdan Sowa
- zastępca szefa – płk Dariusz Tyszka

Zarząd Analiz Wywiadowczych i Rozpoznawczych – P2
- szef – gen. bryg. dr Mieczysław Bieniek
- zastępca szefa – płk Włodzimierz Hudak

Zarząd Planowania Operacyjnego – P3
- szef – gen. bryg. Mirosław Polakow
- zastępca szefa – gen. bryg. Piotr Lisowski
- zastępca szefa – płk Janusz Misiak

Zarząd Logistyki – P4
- szef – płk Sławomir Walenczykowski
- zastępca szefa – płk Jarosław Musiał

Zarząd Planowania i Programowania Rozwoju Sił Zbrojnych – P5
- szef – gen. bryg. Grzegorz Potrzuski
- zastępca szefa – płk Robert Żurawski
- zastępca szefa – płk Mirosław Płomiński

Zarząd Kierowania i Dowodzenia – P6
- szef – gen. bryg. Piotr Chodowiec
- zastępca szefa – płk Piotr Chwiej

Zarząd Szkolenia – P7
- szef – gen. bryg. dr Rafał Miernik

Zarząd Planowania Rzeczowego – P8
- szef – wakat
- zastępca szefa – płk Rafał Michalski